# 박은정 (방송인)
박은정은 대한민국의 아나운서이다. SBS 8시 뉴스를 진행한 뉴스앵커 출신으로 현재는 G20과 같은 국제회의나 공식행사의 MC로 활약하고 있다.